# 링가옌만 상륙 작전
링가옌만 상륙 작전(Invasion of Lingayen Gulf)은 제2차 세계 대전 중 필리핀 루손섬을 공략하기 위한 연합군의 상륙작전이다. 1945년 1월 6일 이른 아침, 제시 B. 올든도프 제독이 이끄는 대규모의 연합군이 링가옌만 해변에 접근을 시작했다. 미국 해군과 호주 해군 함정이 링가옌만 해안을 따라 설치된 일본군 진지를 3일 동안 링가옌만에서 포격을 퍼부었다. 1월 9일, 미6군이 링가옌 마을과 산파비안 사이의 걸친 해안 32km에 걸쳐 상륙을 시작했다. 일단 상륙한 맥아더 장군은 유럽에서 아이젠하워보다 많았던 28만 병력을 지휘했다.

## 배경
제2차 세계 대전 중 링가옌만은 미군이나 일본군 사이에 전략적으로 중요한 전역임이 밝혀졌다. 1941년 12월 22일에 혼마 마사하루 중장이 이끄는 일본군 제14군은 링가옌만의 동쪽 아구, 카바, 산티아고, 바우앙에 상륙하여 비교적 적은 충돌을 벌이며 상륙에 성공했다. 이것은 이곳을 장악하고 있던 미군과 필리핀 부대의 빈약한 준비태세 때문이었으며, 이로 인해 일본군은 성공적으로 침공을 하여 만을 장악할 수 있었다. 그 패배에 이어, 다음 날 맥아더 장군은 루손과 바탄으로부터 퇴각하라는 명령을 내린다. 그리고 이후 3년 동안, 링가옌만은 연합군에 의해 상륙작전이 벌어지기 전까지 일본군 점령 지역으로 남게 된다.

## 작전
1945년 1월 6일, 링가옌만 일본군 진지에 대한 해군과 공군의 맹폭이 시작되었다. 수중 파괴 작전이 시작되었지만, 해변 장애물은 존재하지 않았고, 산발적인 일본군의 저항이 있었다.

## 같이 보기
- 마닐라 전투 (1945년)
- 바탄 전투
- 코레히도르 전투
- 가미카제
- 죽음의 바탄 행진
- 마닐라 대학살